# Décortication (technique chirurgicale)
Pour l’article homonyme, voir Décortication (signe clinique).
La décortication est une technique chirurgicale qui vise à retirer l'os cortical. On utilise cette technique sur l'extrémité céphalique dans deux cas : dans les ostéites mandibulaires où l'os cortical est retiré de manière extensive et dans les traitements orthodontiques où on retire l'os cortical qui entoure les dents (les corticotomies) pour accélérer les mouvements dentaires ou pour accroitre les capacités du traitement orthodontique dans l'espace (augmentation de l'enveloppe des mouvements dentaires définis par Profitt).
Technique également employée dans le traitement d'une pseudarthrose aseptique avitale accompagnée d'une greffe spongieuse autologue et d'une ostéosynthèse. La décortication a alors pour but de favoriser un environnement bien vascularisé pour la greffe osseuse.